# Скорженко, Евгений Владимирович
Евгений Владимирович Скорженко (род. 18 августа 1984 года) — российский пловец (заслуженный мастер спорта России по плаванью в ластах).
Установил 23 мировых рекорда, 18-кратный чемпион мира.

## Карьера
Евгений Скорженко родился в Казахстане (по другим данным — в Киргизии в Ошской области). В 1994 году семья переехала в Томск. Здесь Евгений и начал заниматься подводным плаванием в детско-юношеской спортивной школе высшей категории «УСЦ» под руководством заслуженного тренера России Рашида Мурсалимова.
В 1999 году на молодёжном чемпионате мира в Страсбурге стал пятикратным чемпионом мира: 100 м аквалангом, 100 метров, 50 м ныряние, эстафета 4×100 м и эстафета 4×200 м.
В 16 лет он впервые стал рекордсменом мира и чемпионом. За годы карьеры он В общей сложности установил 23 мировых рекорда, стал 18-кратным чемпионом мира, 11-кратный чемпионом Европы и 5-кратным чемпионом Всемирных Игр, 30-кратным чемпионом России по плаванию в ластах.
Восемь раз подряд Евгений попадает в книгу рекордов Гиннеса, как самый быстрый пловец-подводник в мире.
Его имя занесено в Энциклопедию детского спорта.
Трижды Евгений Скорженко признавался лучшим спортсменом международной федерации подводной деятельности (CMAS), фактически — лучшим в мире среди всех представителей многочисленных подводных видов спорта.
Награждён медалью ЦС РОСТО «Первый трижды Герой Советского Союза А. И. Покрышкин», юбилейной медалью «400 лет городу Томску», медалью «За заслуги перед Томским государственным университетом», знаком «Почетный член РОСТО», а также многочисленными дипломами и грамотами администрации Томска и Томской области.
В 2006 году за большой вклад в развитие спорта в Российской Федерации и Томской области, выдающиеся спортивные достижения и пропаганду здорового образа жизни Евгений Владимирович Скорженко постановлением Государственной Думы Томской области был награждён Почетной грамотой Томской области.
В июне 2006 г. окончил дневное отделение экономического факультета Томского государственного университета по специальности «финансы и кредит».